# Walter Thirring
Walter Thirring (29 de abril de 1927 — 19 de agosto de 2014) foi um físico austríaco.
Filho do físico Hans Thirring. Foi de 1976 a 1978 presidente da Associação Internacional de Física Matemática.